# Antichthonidris denticulata
Antichthonidris denticulata é uma espécie de inseto do gênero Antichthonidris, pertencente à família Formicidae.